# 平基盛
平基盛（1139年—1162年5月2日），是日本平安时代后期的一位武士。出身伊势平氏，父平清盛，母高阶基章之女，同母兄小松内府平重盛。

## 人物生平
久寿2年（1155年）4月11日平基盛任院（鸟羽院）判官代，翌日任左兵卫尉。同年11月任左卫门少尉，12月经宣旨成为检非违使。保元元年（1156年），在保元之乱爆发之时，与父亲一起作为后白河天皇方的武士出战。当时基盛18岁，在警护宇治路时，于东山法性寺的附近捕捉了正在向崇德上皇方赶去的武士源亲治，立下大功。平信范所著《兵范记》以及《保元物语》一书记载了基盛在此次政变中积极参战的身姿。
战后，9月时基盛因功得任藏人，叙爵从五位下。此后历任大和国和淡路国的国司。
紧接着在平治之乱（1159年）爆发时，基盛与父亲清盛、异母弟平宗盛一同前往纪伊国的熊野神社参诣，接到藤原信赖举兵的军报后，在当地豪族的协助下清盛平安归京，并最终平叛。经过这次政变，平家一门的统治基础得到确立，基盛也作为一门中有力的一员，历任左卫门佐、远江守、越前守。
应保元年（1161年）9月15日，据《卫门府补任》，基盛因被怀疑参与拥立宪仁亲王为皇太子一事，被解除了左卫门佐等官。当时，亲族中的叔父平教盛、姐妹之夫坊门信隆、继母之弟平时忠也一同被解官。
之后，基盛被任命为皇居押小路东洞院营造紫宸殿，但就在应保2年，修筑宫殿事业即将完成的时候早逝。享年24岁。死因通说是病死，还有一说出自《源平盛衰记》，这本书写到基盛的死因为骑马渡过宇治川时因藤原赖长的怨灵作祟而被溺死。

## 亲属
- 父：平清盛
- 母：高阶基章之女
- 同母兄：平重盛
- 妻：不详
- 子：平行盛（？ - 1185） - 基盛死后为重盛所养育
- 女：兵部卿藤原季能之妻

## 脚注
1. ↑  法琳寺別当補任应保2年条写到「越前守平基盛死去依任去。祈祷為依也。」
2. ↑  藤原赖长在保元之乱中支持崇德上皇，因而战败，咬舌自尽